# Подлужани (Бановце на Бебрави)
Подлужани (слч. Podlužany) насељено је мјесто са административним статусом сеоске општине (слч. obec) у округу Бановце на Бебрави, у Тренчинском крају, Словачка Република.

## Становништво
| Година:    | 1994. | 2004.   | 2014.   | 2024.    |
| ---------- | ----- | ------- | ------- | -------- |
| Број људи: | 838   | 810     | 865     | 964      |
| Разлика:   |       | -3,34 % | +6,79 % | +11,44 % |

| Година:    | 2023. | 2024.   |
| ---------- | ----- | ------- |
| Број људи: | 968   | 964     |
| Разлика:   |       | -0,41 % |

Према подацима о броју становника из 2011. године насеље је имало 848 становника.